# Biathlon-Weltcup 1995/96
Der Biathlon-Weltcup 1995/96 war eine Wettkampfserie im Biathlon, die aus jeweils 14 Einzel-, sechs Staffel- und zwei Teamrennen für Männer und Frauen bestand und an sieben Veranstaltungsorten ausgetragen wurde. Neben den sechs Weltcupveranstaltungen in Östersund, Oslo (Holmenkollen), Antholz, Osrblie, auf der Pokljuka und in Hochfilzen fanden die Biathlon-Weltmeisterschaften im deutschen Ruhpolding statt. 
Den Gesamtweltcup bei den Männern gewann Wladimir Dratschow vor Wiktor Maigurow und Sven Fischer, bei den Frauen Emmanuelle Claret vor Uschi Disl und Petra Behle.

## Männer

### Resultate
| 1. Weltcup in Östersund, 7. Dezember 1995 – 10. Dezember 1995 | 1. Weltcup in Östersund, 7. Dezember 1995 – 10. Dezember 1995 | 1. Weltcup in Östersund, 7. Dezember 1995 – 10. Dezember 1995             | 1. Weltcup in Östersund, 7. Dezember 1995 – 10. Dezember 1995 | 1. Weltcup in Östersund, 7. Dezember 1995 – 10. Dezember 1995                 |
| ------------------------------------------------------------- | ------------------------------------------------------------- | ------------------------------------------------------------------------- | ------------------------------------------------------------- | ----------------------------------------------------------------------------- |
| Datum                                                         | Disziplin                                                     | Erster Platz                                                              | Zweiter Platz                                                 | Dritter Platz                                                                 |
| 7. Dezember 1995 (Do.)                                        | Einzel (20 km)                                                | Vesa Hietalahti                                                           | Sergei Tarassow                                               | Pawel Muslimow                                                                |
| 9. Dezember 1995 (Sa.)                                        | Sprint (10 km)                                                | Ludwig Gredler                                                            | Sven Fischer                                                  | Pieralberto Carrara                                                           |
| 10. Dezember 1995 (So.)                                       | Staffel (4 × 7,5 km)                                          | Russland Wiktor Maigurow Wladimir Dratschow Pawel Muslimow Alexei Kobelew | Deutschland Ricco Groß Mark Kirchner Frank Luck Sven Fischer  | Österreich Hannes Obererlacher Wolfgang Perner Reinhard Neuner Ludwig Gredler |

| 2. Weltcup in Oslo, 14. Dezember 1995 – 17. Dezember 1995 | 2. Weltcup in Oslo, 14. Dezember 1995 – 17. Dezember 1995 | 2. Weltcup in Oslo, 14. Dezember 1995 – 17. Dezember 1995                  | 2. Weltcup in Oslo, 14. Dezember 1995 – 17. Dezember 1995     | 2. Weltcup in Oslo, 14. Dezember 1995 – 17. Dezember 1995                 |
| --------------------------------------------------------- | --------------------------------------------------------- | -------------------------------------------------------------------------- | ------------------------------------------------------------- | ------------------------------------------------------------------------- |
| Datum                                                     | Disziplin                                                 | Erster Platz                                                               | Zweiter Platz                                                 | Dritter Platz                                                             |
| 14. Dezember 1995 (Do.)                                   | Einzel (20 km)                                            | Sven Fischer                                                               | Mikael Löfgren                                                | Wladimir Dratschow                                                        |
| 16. Dezember 1995 (Sa.)                                   | Sprint (10 km)                                            | Sven Fischer                                                               | Wiktor Maigurow                                               | Ricco Groß                                                                |
| 17. Dezember 1995 (So.)                                   | Staffel (4 × 7,5 km)                                      | Russland Wiktor Maigurow Wladimir Dratschow Sergei Tarassow Pawel Muslimow | Deutschland Ricco Gross Mark Kirchner Frank Luck Sven Fischer | Norwegen Ole Einar Bjørndalen Egil Gjelland Frode Andresen Jon Åge Tyldum |

| 3. Weltcup in Antholz, 11. Januar 1996 – 14. Januar 1996 | 3. Weltcup in Antholz, 11. Januar 1996 – 14. Januar 1996 | 3. Weltcup in Antholz, 11. Januar 1996 – 14. Januar 1996                   | 3. Weltcup in Antholz, 11. Januar 1996 – 14. Januar 1996                  | 3. Weltcup in Antholz, 11. Januar 1996 – 14. Januar 1996                       |
| -------------------------------------------------------- | -------------------------------------------------------- | -------------------------------------------------------------------------- | ------------------------------------------------------------------------- | ------------------------------------------------------------------------------ |
| Datum                                                    | Disziplin                                                | Erster Platz                                                               | Zweiter Platz                                                             | Dritter Platz                                                                  |
| 11. Januar 1996 (Do.)                                    | Einzel (20 km)                                           | Ole Einar Bjørndalen                                                       | Wladimir Dratschow                                                        | Halvard Hanevold                                                               |
| 13. Januar 1996 (Sa.)                                    | Sprint (10 km)                                           | Ludwig Gredler                                                             | Ole Einar Bjørndalen                                                      | Wladimir Dratschow                                                             |
| 14. Januar 1996 (So.)                                    | Staffel (4 × 7,5 km)                                     | Russland Wiktor Maigurow Wladimir Dratschow Sergei Tarassow Alexei Kobelew | Belarus Aljaxej Ajdarau Aleh Ryschankou Wadsim Saschuryn Aljaksandr Papou | Italien René Cattarinussi Wilfried Pallhuber Patrick Favre Pieralberto Carrara |

| 4. Weltcup in Osrblie, 18. Januar 1996 – 21. Januar 1996 | 4. Weltcup in Osrblie, 18. Januar 1996 – 21. Januar 1996 | 4. Weltcup in Osrblie, 18. Januar 1996 – 21. Januar 1996                      | 4. Weltcup in Osrblie, 18. Januar 1996 – 21. Januar 1996                   | 4. Weltcup in Osrblie, 18. Januar 1996 – 21. Januar 1996             |
| -------------------------------------------------------- | -------------------------------------------------------- | ----------------------------------------------------------------------------- | -------------------------------------------------------------------------- | -------------------------------------------------------------------- |
| Datum                                                    | Disziplin                                                | Erster Platz                                                                  | Zweiter Platz                                                              | Dritter Platz                                                        |
| 18. Januar 1996 (Do.)                                    | Einzel (20 km)                                           | Wladimir Dratschow                                                            | Raphaël Poirée                                                             | Vesa Hietalahti                                                      |
| 20. Januar 1996 (Sa.)                                    | Sprint (10 km)                                           | Wladimir Dratschow                                                            | Ludwig Gredler                                                             | René Cattarinussi                                                    |
| 21. Januar 1996 (So.)                                    | Team (20 km)                                             | ÖsterreichWolfgang Perner Martin Pfurtscheller Reinhard Neuner Ludwig Gredler | NorwegenFrode Andresen Halvard Hanevold Ole Einar Bjørndalen Egil Gjelland | FinnlandPaavo Puurunen Erkki Latvala Vesa Hietalahti Ville Räikkönen |

| Biathlon-Weltmeisterschaften in Ruhpolding, 3. Februar 1996 – 11. Februar 1996 | Biathlon-Weltmeisterschaften in Ruhpolding, 3. Februar 1996 – 11. Februar 1996 | Biathlon-Weltmeisterschaften in Ruhpolding, 3. Februar 1996 – 11. Februar 1996 | Biathlon-Weltmeisterschaften in Ruhpolding, 3. Februar 1996 – 11. Februar 1996 | Biathlon-Weltmeisterschaften in Ruhpolding, 3. Februar 1996 – 11. Februar 1996 |
| ------------------------------------------------------------------------------ | ------------------------------------------------------------------------------ | ------------------------------------------------------------------------------ | ------------------------------------------------------------------------------ | ------------------------------------------------------------------------------ |
| Datum                                                                          | Disziplin                                                                      | Erster Platz                                                                   | Zweiter Platz                                                                  | Dritter Platz                                                                  |
| 4. Februar 1996 (So.)                                                          | Einzel (20 km)                                                                 | Sergei Tarassow                                                                | Wladimir Dratschow                                                             | Belarus                                                                        |
| 6. Februar 1996 (Di.)                                                          | Team (20 km)                                                                   | BelarusWadsim Saschuryn Aleh Ryschankou Aljaksandr Papou Pjotr Iwaschka        | RusslandWiktor Maigurow Wladimir Dratschow Pawel Muslimow Sergei Roschkow      | ItalienRené Cattarinussi Pieralberto Carrara Patrick Favre Hubert Leitgeb      |
| 9. Februar 1996 (Fr.)                                                          | Sprint (10 km)                                                                 | Wladimir Dratschow                                                             | Wiktor Maigurow                                                                | René Cattarinussi                                                              |
| 11. Februar 1996 (So.)                                                         | Staffel (4 × 7,5 km)                                                           | RusslandWiktor Maigurow Wladimir Dratschow Sergei Tarassow Alexei Kobelew      | DeutschlandRicco Groß Peter Sendel Frank Luck Sven Fischer                     | BelarusAljaxej Ajdarau Aleh Ryschankou Wadsim Saschuryn Aljaksandr Papou       |

| 5. Weltcup auf der Pokljuka, 7. März 1996 – 10. März 1996 | 5. Weltcup auf der Pokljuka, 7. März 1996 – 10. März 1996 | 5. Weltcup auf der Pokljuka, 7. März 1996 – 10. März 1996              | 5. Weltcup auf der Pokljuka, 7. März 1996 – 10. März 1996                   | 5. Weltcup auf der Pokljuka, 7. März 1996 – 10. März 1996     |
| --------------------------------------------------------- | --------------------------------------------------------- | ---------------------------------------------------------------------- | --------------------------------------------------------------------------- | ------------------------------------------------------------- |
| Datum                                                     | Disziplin                                                 | Erster Platz                                                           | Zweiter Platz                                                               | Dritter Platz                                                 |
| 7. März 1996 (Do.)                                        | Einzel (20 km)                                            | Sergei Roschkow                                                        | Wladimir Dratschow                                                          | Wiktor Maigurow                                               |
| 9. März 1996 (Sa.)                                        | Sprint (10 km)                                            | Wladimir Dratschow                                                     | Wiktor Maigurow                                                             | Sven Fischer                                                  |
| 10. März 1996 (So.)                                       | Staffel (4 × 7,5 km)                                      | RusslandPawel Muslimow Wladimir Dratschow Eduard Rjabow Alexei Kobelew | NorwegenOle Einar Bjørndalen Halvard Hanevold Frode Andresen Dag Bjørndalen | DeutschlandPeter Sendel Frank Luck Mark Kirchner Sven Fischer |

| 6. Weltcup in Hochfilzen, 14. März 1996 – 17. März 1996 | 6. Weltcup in Hochfilzen, 14. März 1996 – 17. März 1996 | 6. Weltcup in Hochfilzen, 14. März 1996 – 17. März 1996                     | 6. Weltcup in Hochfilzen, 14. März 1996 – 17. März 1996                   | 6. Weltcup in Hochfilzen, 14. März 1996 – 17. März 1996                   |
| ------------------------------------------------------- | ------------------------------------------------------- | --------------------------------------------------------------------------- | ------------------------------------------------------------------------- | ------------------------------------------------------------------------- |
| Datum                                                   | Disziplin                                               | Erster Platz                                                                | Zweiter Platz                                                             | Dritter Platz                                                             |
| 14. März 1996 (Do.)                                     | Einzel (20 km)                                          | Wiktor Maigurow                                                             | Halvard Hanevold                                                          | Wladimir Dratschow                                                        |
| 16. März 1996 (Sa.)                                     | Sprint (10 km)                                          | Wladimir Dratschow                                                          | Raphaël Poirée                                                            | Sven Fischer                                                              |
| 17. März 1996 (So.)                                     | Staffel (4 × 7,5 km)                                    | NorwegenOle Einar Bjørndalen Halvard Hanevold Frode Andresen Dag Bjørndalen | RusslandWiktor Maigurow Alexei Kobelew Sergei Tarassow Wladimir Dratschow | BelarusAljaxej Ajadarau Aleh Ryschankou Aljaksandr Papou Wadsim Saschuryn |

### Weltcupstände
| Endstand nach 14 Rennen (Top 10) |                      |        |       |
| \| Rang \| Name \| Punkte \| Siege \| \| ---- \| -------------------- \| ------ \| ----- \| \| 01 \| Wladimir Dratschow \| 276 \| 5 \| \| 02 \| Wiktor Maigurow \| 204 \| 1 \| \| 03 \| Sven Fischer \| 184 \| 2 \| \| 04 \| Pieralberto Carrara \| 166 \| 0 \| \| 05 \| Ludwig Gredler \| 162 \| 2 \| \| 06 \| Sergei Tarassow \| 159 \| 1 \| \| 07 \| Ricco Groß \| 157 \| 0 \| \| 08 \| Frank Luck \| 150 \| 0 \| \| 09 \| Ole Einar Bjørndalen \| 141 \| 1 \| \| 10 \| Alexei Kobelew \| 137 \| 0 \| |                      |        |       |
| Rang | Name                 | Punkte | Siege |
| 01 | Wladimir Dratschow   | 276    | 5     |
| 02 | Wiktor Maigurow      | 204    | 1     |
| 03 | Sven Fischer         | 184    | 2     |
| 04 | Pieralberto Carrara  | 166    | 0     |
| 05 | Ludwig Gredler       | 162    | 2     |
| 06 | Sergei Tarassow      | 159    | 1     |
| 07 | Ricco Groß           | 157    | 0     |
| 08 | Frank Luck           | 150    | 0     |
| 09 | Ole Einar Bjørndalen | 141    | 1     |
| 10 | Alexei Kobelew       | 137    | 0     |

| Rang | Name               | Punkte | Siege |
| ---- | ------------------ | ------ | ----- |
| 01   | Wladimir Dratschow | 132    | 1     |
| 02   | Sergei Tarassow    | 92     | 1     |
| 03   | Wiktor Maigurow    | 92     | 1     |
| 04   | Frank Luck         | 88     | 0     |
| 05   | Ricco Groß         | 86     | 0     |
| 06   | Pawel Muslimow     | 78     | 0     |
| 07   | Aljaksandr Papou   | 77     | 0     |
| 08   | Sven Fischer       | 73     | 1     |
| 09   | Vesa Hietalahti    | 71     | 1     |
| 10   | Wadsim Saschuryn   | 71     | 0     |

| Rang | Name                 | Punkte | Siege |
| ---- | -------------------- | ------ | ----- |
| 01   | Wladimir Dratschow   | 144    | 4     |
| 02   | Ludwig Gredler       | 129    | 2     |
| 03   | Wiktor Maigurow      | 112    | 0     |
| 04   | Sven Fischer         | 111    | 1     |
| 05   | René Cattarinussi    | 107    | 0     |
| 06   | Ole Einar Bjørndalen | 104    | 0     |
| 07   | Pieralberto Carrara  | 96     | 0     |
| 08   | Frode Andresen       | 92     | 0     |
| 09   | Alexei Kobelew       | 72     | 0     |
| 10   | Ricco Groß           | 71     | 0     |

| Rang | Land        | Punkte | Siege |
| ---- | ----------- | ------ | ----- |
| 01   | Russland    | 120    | 5     |
| 02   | Norwegen    | 102    | 1     |
| 03   | Deutschland | 102    | 0     |
| 04   | Belarus     | 96     | 0     |
| 05   | Frankreich  | 84     | 0     |
| 06   | Italien     | 80     | 0     |
| 07   | Österreich  | 79     | 0     |
| 08   | Tschechien  | 78     | 0     |
| 09   | Finnland    | 76     | 0     |
| 10   | Polen       | 72     | 0     |

| Endstand nach 20 Rennen (Top 10) |             |        |       |
| \| Rang \| Land \| Punkte \| Siege \| \| ---- \| ----------- \| ------ \| ----- \| \| 01 \| Russland \| \| 13 \| \| 02 \| Deutschland \| \| 2 \| \| 03 \| Norwegen \| \| 2 \| \| 04 \| \| \| \| \| 05 \| \| \| \| \| 06 \| \| \| \| \| 07 \| \| \| \| \| 08 \| \| \| \| \| 09 \| \| \| \| \| 10 \| \| \| \| |             |        |       |
| Rang | Land        | Punkte | Siege |
| 01 | Russland    |        | 13    |
| 02 | Deutschland |        | 2     |
| 03 | Norwegen    |        | 2     |
| 04 |             |        |       |
| 05 |             |        |       |
| 06 |             |        |       |
| 07 |             |        |       |
| 08 |             |        |       |
| 09 |             |        |       |
| 10 |             |        |       |

### Tabelle
| Rang | Name                 | Punkte |
| ---- | -------------------- | ------ |
| 01   | Wladimir Dratschow   | 276    |
| 02   | Wiktor Maigurow      | 204    |
| 03   | Sven Fischer         | 184    |
| 04   | Pieralberto Carrara  | 166    |
| 05   | Ludwig Gredler       | 162    |
| 06   | Sergei Tarassow      | 159    |
| 07   | Ricco Groß           | 157    |
| 08   | Frank Luck           | 150    |
| 09   | Ole Einar Bjørndalen | 141    |
| 10   | Alexei Kobelew       | 137    |
| 11   | Frode Andresen       | 133    |
| 12   | René Cattarinussi    | 129    |
| 13   | Sergei Roschkow      | 122    |
| 14   | Wadsim Saschuryn     | 115    |
| 15   | Halvard Hanevold     | 111    |
| 16   | Aljaksandr Papou     | 110    |
| 17   | Raphaël Poirée       | 108    |
| 18   | Jon Åge Tyldum       | 100    |
| 19   | Pawel Muslimow       | 99     |
| 20   | Vesa Hietalahti      | 96     |
| 21   | Mark Kirchner        | 96     |
| 22   | Hubert Leitgeb       | 93     |
| 23   | Hervé Flandin        | 81     |
| 24   | Ville Räikkönen      | 80     |
| 25   | Franck Perrot        | 74     |
| 26   | Eduard Rjabow        | 72     |
| 27   | Tomasz Sikora        | 71     |
| 28   | Mikael Löfgren       | 69     |
| 29   | Egil Gjelland        | 66     |
| 30   | Aleh Ryschankou      | 66     |

| Rang | Name                  | Punkte |
| ---- | --------------------- | ------ |
| 31   | Dag Bjørndalen        | 64     |
| 32   | Peter Sendel          | 59     |
| 33   | Petr Garabík          | 53     |
| 34   | Wilfried Pallhuber    | 50     |
| 35   | Ivan Masařík          | 44     |
| 36   | Patrice Bailly-Salins | 44     |
| 37   | Pawel Rostowzew       | 39     |
| 38   | Patrick Favre         | 37     |
| 39   | Wolfgang Perner       | 35     |
| 40   | Reinhard Neuner       | 34     |
| 41   | Atsushi Kazama        | 28     |
| 42   | Jens Steinigen        | 28     |
| 43   | Paavo Puurunen        | 28     |
| 44   | Wiesław Ziemianin     | 27     |
| 45   | Kyōji Suga            | 27     |
| 46   | Thierry Dusserre      | 22     |
| 47   | Tomaž Globočnik       | 21     |
| 48   | Janez Ožbolt          | 19     |
| 49   | Aljaxej Ajdarau       | 19     |
| 50   | Jiří Holubec          | 17     |
| 51   | Jean-Marc Chabloz     | 16     |
| 52   | Erkki Latvala         | 15     |
| 53   | Ľubomír Machyniak     | 15     |
| 54   | Ilmārs Bricis         | 13     |
| 55   | Gundars Upenieks      | 13     |
| 56   | Marco Morgenstern     | 12     |
| 57   | Lionel Laurent        | 11     |
| 58   | Einar Prucker         | 10     |
| 59   | Dmitri Pantow         | 9      |
| 60   | Jean Paquet           | 8      |

| Rang | Name              | Punkte |
| ---- | ----------------- | ------ |
| 61   | Waleri Kirijenko  | 8      |
| 62   | Jonas Eriksson    | 8      |
| 63   | Kalju Ojaste      | 7      |
| 64   | Dimitri Borovik   | 6      |
| 65   | Oļegs Maļuhins    | 6      |
| 66   | Pjotr Iwaschka    | 6      |
| 67   | Ruslan Lyssenko   | 5      |
| 68   | Ulf Karoschka     | 5      |
| 69   | Manabu Homma      | 5      |
| 70   | Roman Dostál      | 5      |
| 71   | Andrei Padin      | 4      |
| 72   | Kevin Quintilio   | 3      |
| 73   | Fredrik Kuoppa    | 3      |
| 74   | Maroš Leitner     | 2      |
| 75   | Taras Dolnyj      | 2      |
| 76   | Josef Molčan      | 1      |
| 77   | Martin Štolfa     | 1      |
| 78   | Kjell Ove Oftedal | 1      |
| 79   | Rickard Noberius  | 1      |

## Frauen

### Resultate
| 1. Weltcup in Östersund, 7. Dezember 1995 – 10. Dezember 1995 | 1. Weltcup in Östersund, 7. Dezember 1995 – 10. Dezember 1995 | 1. Weltcup in Östersund, 7. Dezember 1995 – 10. Dezember 1995 | 1. Weltcup in Östersund, 7. Dezember 1995 – 10. Dezember 1995                    | 1. Weltcup in Östersund, 7. Dezember 1995 – 10. Dezember 1995       |
| ------------------------------------------------------------- | ------------------------------------------------------------- | ------------------------------------------------------------- | -------------------------------------------------------------------------------- | ------------------------------------------------------------------- |
| Datum                                                         | Disziplin                                                     | Erster Platz                                                  | Zweiter Platz                                                                    | Dritter Platz                                                       |
| 7. Dezember 1995 (Do.)                                        | Einzel (15 km)                                                | Uschi Disl                                                    | Tetjana Wodopjanowa                                                              | Magdalena Wallin                                                    |
| 9. Dezember 1995 (Sa.)                                        | Sprint (7,5 km)                                               | Swjatlana Paramyhina                                          | Olga Melnik                                                                      | Mari Lampinen                                                       |
| 10. Dezember 1995 (So.)                                       | Staffel (4 × 7,5 km)                                          | DeutschlandUschi Disl Katrin Apel Martina Zellner Petra Behle | UkraineTetjana Wodopjanowa Olena Petrowa Olena Subrylowa Walentyna Zerbe-Nessina | RusslandOlga Anissimowa Olga Melnik Galina Kuklewa Irina Mileschina |

| 2. Weltcup in Oslo, 14. Dezember 1995 – 17. Dezember 1995 | 2. Weltcup in Oslo, 14. Dezember 1995 – 17. Dezember 1995 | 2. Weltcup in Oslo, 14. Dezember 1995 – 17. Dezember 1995     | 2. Weltcup in Oslo, 14. Dezember 1995 – 17. Dezember 1995                                 | 2. Weltcup in Oslo, 14. Dezember 1995 – 17. Dezember 1995                |
| --------------------------------------------------------- | --------------------------------------------------------- | ------------------------------------------------------------- | ----------------------------------------------------------------------------------------- | ------------------------------------------------------------------------ |
| Datum                                                     | Disziplin                                                 | Erster Platz                                                  | Zweiter Platz                                                                             | Dritter Platz                                                            |
| 14. Dezember 1995 (Do.)                                   | Einzel (15 km)                                            | Magdalena Wallin                                              | Petra Behle                                                                               | Soňa Mihoková                                                            |
| 16. Dezember 1995 (Sa.)                                   | Sprint (7,5 km)                                           | Uschi Disl                                                    | Petra Behle                                                                               | Swjatlana Paramyhina                                                     |
| 17. Dezember 1995 (So.)                                   | Staffel (4 × 7,5 km)                                      | DeutschlandUschi Disl Katrin Apel Martina Zellner Petra Behle | NorwegenAnn-Elen Skjelbreid Annette Sikveland Hildegunn Mikkelsplass Liv Grete Skjelbreid | FrankreichCorinne Niogret Florence Baverel Emmanuelle Claret Anne Briand |

| 3. Weltcup in Antholz, 11. Januar 1996 – 14. Januar 1996 | 3. Weltcup in Antholz, 11. Januar 1996 – 14. Januar 1996 | 3. Weltcup in Antholz, 11. Januar 1996 – 14. Januar 1996                 | 3. Weltcup in Antholz, 11. Januar 1996 – 14. Januar 1996                 | 3. Weltcup in Antholz, 11. Januar 1996 – 14. Januar 1996              |
| -------------------------------------------------------- | -------------------------------------------------------- | ------------------------------------------------------------------------ | ------------------------------------------------------------------------ | --------------------------------------------------------------------- |
| Datum                                                    | Disziplin                                                | Erster Platz                                                             | Zweiter Platz                                                            | Dritter Platz                                                         |
| 11. Januar 1996 (Do.)                                    | Einzel (15 km)                                           | Uschi Disl                                                               | Andreja Grašič                                                           | Petra Behle                                                           |
| 13. Januar 1996 (Sa.)                                    | Sprint (7,5 km)                                          | Uschi Disl                                                               | Emmanuelle Claret                                                        | Magdalena Wallin                                                      |
| 14. Januar 1996 (So.)                                    | Staffel (4 × 7,5 km)                                     | FrankreichCorinne Niogret Florence Baverel Emmanuelle Claret Anne Briand | DeutschlandUschi Disl Simone Greiner-Petter-Memm Katrin Apel Petra Behle | UkraineTetjana Wodopjanowa Nina Lemesch Olena Petrowa Olena Subrylowa |

| 4. Weltcup in Osrblie, 18. Januar 1996 – 21. Januar 1996 | 4. Weltcup in Osrblie, 18. Januar 1996 – 21. Januar 1996 | 4. Weltcup in Osrblie, 18. Januar 1996 – 21. Januar 1996                                  | 4. Weltcup in Osrblie, 18. Januar 1996 – 21. Januar 1996                 | 4. Weltcup in Osrblie, 18. Januar 1996 – 21. Januar 1996        |
| -------------------------------------------------------- | -------------------------------------------------------- | ----------------------------------------------------------------------------------------- | ------------------------------------------------------------------------ | --------------------------------------------------------------- |
| Datum                                                    | Disziplin                                                | Erster Platz                                                                              | Zweiter Platz                                                            | Dritter Platz                                                   |
| 18. Januar 1996 (Do.)                                    | Einzel (15 km)                                           | Andreja Grašič                                                                            | Ann-Elen Skjelbreid                                                      | Hildegunn Mikkelsplass                                          |
| 20. Januar 1996 (Sa.)                                    | Sprint (7,5 km)                                          | Emmanuelle Claret                                                                         | Florence Baverel                                                         | Andreja Grašič                                                  |
| 21. Januar 1996 (So.)                                    | Team (15 km)                                             | NorwegenLiv Grete Skjelbreid Hildegunn Mikkelsplass Annette Sikveland Ann-Elen Skjelbreid | FrankreichEmmanuelle Claret Anne Briand Florence Baverel Corinne Niogret | FinnlandEija Salonen Katja Holanti Annukka Mallat Mari Lampinen |

| Biathlon-Weltmeisterschaften in Ruhpolding, 3. Februar 1996 – 11. Februar 1996 | Biathlon-Weltmeisterschaften in Ruhpolding, 3. Februar 1996 – 11. Februar 1996 | Biathlon-Weltmeisterschaften in Ruhpolding, 3. Februar 1996 – 11. Februar 1996 | Biathlon-Weltmeisterschaften in Ruhpolding, 3. Februar 1996 – 11. Februar 1996 | Biathlon-Weltmeisterschaften in Ruhpolding, 3. Februar 1996 – 11. Februar 1996   |
| ------------------------------------------------------------------------------ | ------------------------------------------------------------------------------ | ------------------------------------------------------------------------------ | ------------------------------------------------------------------------------ | -------------------------------------------------------------------------------- |
| Datum                                                                          | Disziplin                                                                      | Erster Platz                                                                   | Zweiter Platz                                                                  | Dritter Platz                                                                    |
| 3. Februar 1996 (Sa.)                                                          | Einzel (15 km)                                                                 | Emmanuelle Claret                                                              | Olga Melnik                                                                    | Olena Petrowa                                                                    |
| 6. Februar 1996 (Di.)                                                          | Team (15 km)                                                                   | DeutschlandKatrin Apel Petra Behle Uschi Disl Simone Greiner-Petter-Memm       | UkraineTetjana Wodopjanowa Olena Petrowa Olena Subrylowa Nina Lemesch          | FrankreichAnne Briand Corinne Niogret Florence Baverel Emmanuelle Claret         |
| 8. Februar 1996 (Do.)                                                          | Sprint (7,5 km)                                                                | Olga Romasko                                                                   | Ann-Elen Skjelbreid                                                            | Magdalena Wallin                                                                 |
| 10. Februar 1996 (Sa.)                                                         | Staffel (4 × 7,5 km)                                                           | DeutschlandUschi Disl Simone Greiner-Petter-Memm Katrin Apel Petra Behle       | FrankreichCorinne Niogret Florence Baverel Emmanuelle Claret Anne Briand       | UkraineTetjana Wodopjanowa Walentyna Zerbe-Nessina Olena Petrowa Olena Subrylowa |

| 5. Weltcup auf der Pokljuka, 7. März 1996 – 10. März 1996 | 5. Weltcup auf der Pokljuka, 7. März 1996 – 10. März 1996 | 5. Weltcup auf der Pokljuka, 7. März 1996 – 10. März 1996                | 5. Weltcup auf der Pokljuka, 7. März 1996 – 10. März 1996                | 5. Weltcup auf der Pokljuka, 7. März 1996 – 10. März 1996                                   |
| --------------------------------------------------------- | --------------------------------------------------------- | ------------------------------------------------------------------------ | ------------------------------------------------------------------------ | ------------------------------------------------------------------------------------------- |
| Datum                                                     | Disziplin                                                 | Erster Platz                                                             | Zweiter Platz                                                            | Dritter Platz                                                                               |
| 7. März 1996 (Do.)                                        | Einzel (15 km)                                            | Tetjana Wodopjanowa                                                      | Natallja Permjakawa                                                      | Katrin Apel                                                                                 |
| 9. März 1996 (Sa.)                                        | Sprint (7,5 km)                                           | Petra Behle                                                              | Uschi Disl                                                               | Yu Shumei                                                                                   |
| 10. März 1996 (So.)                                       | Staffel (4 × 7,5 km)                                      | FrankreichFlorence Baverel Emmanuelle Claret Anne Briand Corinne Niogret | DeutschlandUschi Disl Simone Greiner-Petter-Memm Katrin Apel Petra Behle | NorwegenAnn-Elen Skjelbreid Annette Sikveland Hildegunn Mikkelsplass Gunn Margit Andreassen |

| 6. Weltcup in Hochfilzen, 14. März 1996 – 17. März 1996 | 6. Weltcup in Hochfilzen, 14. März 1996 – 17. März 1996 | 6. Weltcup in Hochfilzen, 14. März 1996 – 17. März 1996                  | 6. Weltcup in Hochfilzen, 14. März 1996 – 17. März 1996                                     | 6. Weltcup in Hochfilzen, 14. März 1996 – 17. März 1996                  |
| ------------------------------------------------------- | ------------------------------------------------------- | ------------------------------------------------------------------------ | ------------------------------------------------------------------------------------------- | ------------------------------------------------------------------------ |
| Datum                                                   | Disziplin                                               | Erster Platz                                                             | Zweiter Platz                                                                               | Dritter Platz                                                            |
| 14. März 1996 (Do.)                                     | Einzel (15 km)                                          | Simone Greiner-Petter-Memm                                               | Myriam Bédard                                                                               | Florence Baverel                                                         |
| 16. März 1996 (Sa.)                                     | Sprint (7,5 km)                                         | Soňa Mihoková                                                            | Yu Shumei                                                                                   | Simone Greiner-Petter-Memm                                               |
| 17. März 1996 (So.)                                     | Staffel (4 × 7,5 km)                                    | FrankreichFlorence Baverel Emmanuelle Claret Anne Briand Corinne Niogret | NorwegenAnn-Elen Skjelbreid Annette Sikveland Hildegunn Mikkelsplass Gunn Margit Andreassen | DeutschlandUschi Disl Simone Greiner-Petter-Memm Katrin Apel Petra Behle |

### Weltcupstände
| Endstand nach 14 Rennen (Top 10) |                      |        |       |
| \| Rang \| Name \| Punkte \| Siege \| \| ---- \| -------------------- \| ------ \| ----- \| \| 01 \| Emmanuelle Claret \| 226 \| 2 \| \| 02 \| Uschi Disl \| 212 \| 4 \| \| 03 \| Petra Behle \| 191 \| 1 \| \| 04 \| Andreja Grašič \| 187 \| 1 \| \| 05 \| Magdalena Wallin \| 178 \| 1 \| \| 06 \| Florence Baverel \| 173 \| 0 \| \| 07 \| Nathalie Santer \| 173 \| 0 \| \| 08 \| Anne Briand \| 170 \| 0 \| \| 09 \| Swjatlana Paramyhina \| 157 \| 1 \| \| 10 \| Olga Melnik \| 157 \| 0 \| |                      |        |       |
| Rang | Name                 | Punkte | Siege |
| 01 | Emmanuelle Claret    | 226    | 2     |
| 02 | Uschi Disl           | 212    | 4     |
| 03 | Petra Behle          | 191    | 1     |
| 04 | Andreja Grašič       | 187    | 1     |
| 05 | Magdalena Wallin     | 178    | 1     |
| 06 | Florence Baverel     | 173    | 0     |
| 07 | Nathalie Santer      | 173    | 0     |
| 08 | Anne Briand          | 170    | 0     |
| 09 | Swjatlana Paramyhina | 157    | 1     |
| 10 | Olga Melnik          | 157    | 0     |

| Rang | Name                | Punkte | Siege |
| ---- | ------------------- | ------ | ----- |
| 01   | Andreja Grašič      | 109    | 1     |
| 02   | Emmanuelle Claret   | 108    | 1     |
| 03   | Uschi Disl          | 99     | 2     |
| 04   | Magdalena Wallin    | 94     | 1     |
| 05   | Nathalie Santer     | 92     | 0     |
| 06   | Florence Baverel    | 91     | 0     |
| 07   | Anne Briand         | 90     | 0     |
| 08   | Petra Behle         | 88     | 0     |
| 09   | Tetjana Wodopjanowa | 82     | 1     |
| 10   | Olga Melnik         | 76     | 0     |

| Rang | Name                 | Punkte | Siege |
| ---- | -------------------- | ------ | ----- |
| 01   | Emmanuelle Claret    | 118    | 1     |
| 02   | Uschi Disl           | 115    | 2     |
| 03   | Petra Behle          | 103    | 1     |
| 04   | Swjatlana Paramyhina | 87     | 1     |
| 05   | Corinne Niogret      | 86     | 0     |
| 06   | Magdalena Wallin     | 84     | 0     |
| 07   | Florence Baverel     | 82     | 0     |
| 08   | Olga Melnik          | 81     | 0     |
| 09   | Nathalie Santer      | 81     | 0     |
| 10   | Anne Briand          | 80     | 0     |

| Rang | Land               | Punkte | Siege |
| ---- | ------------------ | ------ | ----- |
| 01   | Deutschland        | 116    | 3     |
| 01   | Frankreich         | 116    | 3     |
| 03   | Norwegen           | 98     | 0     |
| 04   | Ukraine            | 95     | 0     |
| 05   | Russland           | 90     | 0     |
| 06   | Tschechien         | 78     | 0     |
| 07   | Polen              | 78     | 0     |
| 08   | Finnland           | 76     | 0     |
| 09   | Vereinigte Staaten | 72     | 0     |
| 10   | Belarus            | 71     | 0     |

| Endstand nach 20 Rennen (Top 10) |             |        |       |
| \| Rang \| Land \| Punkte \| Siege \| \| ---- \| ----------- \| ------ \| ----- \| \| 01 \| Frankreich \| \| 5 \| \| 02 \| Deutschland \| \| 10 \| \| 03 \| Ukraine \| \| 1 \| \| 04 \| Norwegen \| \| 0 \| \| 05 \| \| \| \| \| 06 \| \| \| \| \| 07 \| \| \| \| \| 08 \| \| \| \| \| 09 \| \| \| \| \| 10 \| \| \| \| |             |        |       |
| Rang | Land        | Punkte | Siege |
| 01 | Frankreich  |        | 5     |
| 02 | Deutschland |        | 10    |
| 03 | Ukraine     |        | 1     |
| 04 | Norwegen    |        | 0     |
| 05 |             |        |       |
| 06 |             |        |       |
| 07 |             |        |       |
| 08 |             |        |       |
| 09 |             |        |       |
| 10 |             |        |       |

### Tabelle

#### Ergebnisse Athletinnen
| Pos. | Biathlet                 | Östersund | Östersund | Oslo | Oslo | Antholz | Antholz | Osrblie | Osrblie | Ruhpolding | Ruhpolding | Pokljuka | Pokljuka | Hochfilzen | Hochfilzen | Punkte |
| Pos. | Biathlet                 | Ez        | Sp        | Ez   | Sp   | Ez      | Sp      | Ez      | Sp      | Ez         | Sp         | Ez       | Sp       | Ez         | Sp         | Punkte |
| ---- | ------------------------ | --------- | --------- | ---- | ---- | ------- | ------- | ------- | ------- | ---------- | ---------- | -------- | -------- | ---------- | ---------- | ------ |
| 01   | Emmanuelle Claret        | 011       | 005       | 005  | 006  | 017     | 002     | 006     | 001     | 001        | 019        | 019      | 005      | 004        | 023        | 226    |
| 02   | Uschi Disl               | 001       | 006       | 004  | 001  | 001     | 001     | –       | –       | 027        | 035        | 032      | 002      | 009        | 017        | 212    |
| 03   | Petra Behle              | 017       | 013       | 002  | 002  | 003     | 007     | –       | –       | 019        | 011        | 004      | 001      | 021        | 041        | 191    |
| 04   | Andreja Grašič           | 008       | 080       | 020  | 011  | 002     | 006     | 001     | 003     | 011        | 017        | 027      | 016      | 006        | 038        | 187    |
| 05   | Magdalena Wallin         | 003       | 016       | 001  | 017  | 005     | 003     | –       | –       | 015        | 003        | 029      | –        | 018        | 009        | 178    |
| 06   | Florence Baverel         | 009       | 018       | 015  | 007  | 008     | 014     | 008     | 002     | 033        | 009        | 012      | 024      | 003        | 022        | 173    |
| 07   | Nathalie Santer          | 029       | 069       | 039  | 010  | 004     | 005     | 004     | 053     | 004        | 015        | 021      | 013      | 005        | 006        | 173    |
| 08   | Anne Briand              | 013       | 011       | 009  | 004  | 007     | 004     | 010     | 017     | 009        | 018        | 005      | 014      | 022        | 029        | 170    |
| 09   | Swjatlana Paramyhina     | 004       | 001       | 012  | 003  | 037     | 034     | –       | –       | 005        | 026        | 013      | 007      | –          | 012        | 157    |
| 10   | Olga Melnik              | 014       | 002       | 016  | 008  | 015     | 015     | –       | –       | 002        | 012        | 009      | 029      | 033        | 014        | 157    |
| 11   | Corinne Niogret          | 024       | 014       | 007  | 009  | 009     | 009     | 032     | 011     | 017        | 005        | 046      | 010      | 008        | 049        | 151    |
| 12   | Hildegunn Mikkelsplass   | 007       | 008       | 040  | 028  | 033     | 011     | 003     | 029     | 018        | 006        | 006      | 022      | 045        | 011        | 143    |
| 13   | Ann-Elen Skjelbreid      | 015       | 059       | 035  | 030  | 006     | 010     | 002     | 035     | 031        | 002        | 031      | 012      | 013        | 025        | 127    |
| 14   | Annette Sikveland        | 021       | 031       | 008  | 019  | 020     | 008     | 033     | 004     | 022        | 008        | 026      | 037      | 010        | 016        | 124    |
| 15   | Simone Greiner-Petter-M. | –         | –         | –    | –    | 011     | 016     | –       | –       | 010        | 010        | 017      | 038      | 001        | 003        | 120    |
| 16   | Olena Petrowa            | 025       | 009       | 013  | 014  | 029     | 019     | –       | –       | 003        | 013        | 023      | 011      | 037        | 005        | 119    |
| 17   | Olga Romasko             | –         | –         | –    | –    | 051     | 013     | –       | –       | –          | 001        | 007      | 008      | 007        | 010        | 115    |
| 18   | Tetjana Wodopjanowa      | 002       | 022       | 028  | 052  | 012     | 023     | –       | –       | 028        | 042        | 001      | 027      | 014        | 008        | 107    |
| 19   | Soňa Mihoková            | 074       | 017       | 003  | 018  | 022     | 046     | 017     | 019     | 040        | 014        | 057      | 021      | 024        | 001        | 105    |
| 20   | Eva Háková               | –         | 035       | 062  | 015  | 045     | 061     | –       | –       | 047        | 016        | 014      | 006      | 020        | 007        | 78     |
| 21   | Olena Subrylowa          | 033       | 011       | –    | –    | 014     | 027     | –       | –       | 007        | 030        | 015      | 019      | 012        | 028        | 78     |
| 22   | Galina Kuklewa           | –         | 015       | 031  | 023  | 023     | 024     | –       | –       | –          | 004        | 034      | 004      | 023        | 019        | 71     |
| 23   | Myriam Bédard            | 060       | 033       | 069  | 033  | 010     | 033     | 044     | 006     | 032        | 041        | 038      | 018      | 002        | 034        | 70     |
| 24   | Mari Lampinen            | 071       | 003       | 038  | 022  | 035     | 022     | 025     | 007     | 021        | 045        | 018      | 023      | –          | 069        | 68     |
| 25   | Brigitte Weisleitner     | 016       | 023       | 050  | 043  | 024     | 035     | 005     | 010     | 030        | 052        | 036      | 053      | 026        | 018        | 60     |
| 26   | Natallja Permjakawa      | 042       | 049       | 017  | 012  | 049     | 030     | –       | –       | 050        | 028        | 002      | 030      | 016        | 048        | 59     |
| 27   | Maria Schylander         | 026       | 038       | 019  | 035  | –       | –       | 007     | 015     | 043        | 034        | 020      | 028      | 011        | 043        | 58     |
| 28   | Annukka Mallat           | 011       | 043       | 080  | 032  | –       | –       | 009     | 012     | 049        | 025        | 016      | 026      | 030        | 063        | 57     |
| 29   | Liv Grete Skjelbreid     | 032       | 004       | 021  | 039  | 039     | 020     | 034     | 024     | 042        | 007        | –        | –        | –          | –          | 54     |
| 30   | Martina Zellner          | 006       | 055       | 006  | 013  | 038     | 032     | –       | –       | 061        | –          | 047      | 025      | 029        | 052        | 54     |
| 31   | Anna Stera               | 069       | 062       | 011  | 023  | 032     | 017     | –       | –       | 023        | 033        | 011      | 035      | 017        | 037        | 54     |
| 32   | Yu Shumei                | –         | –         | –    | –    | –       | –       | –       | –       | –          | –          | 024      | 003      | 049        | 002        | 52     |
| 33   | Katrin Apel              | 038       | 032       | 025  | 020  | 034     | 028     | –       | –       | –          | 031        | 003      | 009      | 041        | 061        | 48     |
| 34   | Inna Scheschkil          | 035       | 027       | 024  | 021  | –       | –       | 020     | 005     | –          | –          | –        | –        | 028        | 013        | 47     |
| 35   | Iwa Schkodrewa           | 005       | 057       | 049  | 051  | 048     | 045     | 027     | 032     | 006        | 054        | 022      | 046      | 027        | 030        | 45     |
| 36   | Irena Česneková          | 052       | 050       | 045  | 029  | –       | –       | 022     | 013     | 039        | 021        | 058      | 039      | 044        | 004        | 44     |
| 37   | Katja Holanti            | 018       | 020       | 052  | 056  | –       | –       | 056     | 014     | 012        | 046        | 052      | 032      | 070        | 068        | 40     |
| 38   | Véronique Claudel        | –         | 070       | 043  | –    | 018     | 053     | 014     | 037     | 034        | 048        | 008      | 033      | 055        | 053        | 38     |
| 39   | Margarita Dulowa         | 039       | 021       | 018  | 005  | –       | –       | 023     | 046     | –          | –          | –        | –        | –          | –          | 37     |
| 40   | Stacey Wooley            | 051       | 040       | 014  | 053  | 036     | 047     | 016     | 040     | 026        | 022        | 028      | 020      | 076        | 033        | 32     |
| 41   | Steffi Kindt             | –         | –         | –    | –    | –       | –       | 012     | 008     | –          | –          | –        | –        | –          | –          | 32     |
| 42   | Nina Lemesch             | 049       | 044       | –    | –    | 021     | 012     | –       | –       | –          | –          | 056      | 015      | 082        | 026        | 30     |
| 43   | Natallja Ryschankowa     | 022       | –         | 057  | 038  | 057     | 038     | –       | –       | 008        | 020        | 025      | 034      | 039        | –          | 29     |
| 44   | Walentyna Zerbe-Nessina  | 057       | 009       | –    | –    | 055     | 052     | –       | –       | 045        | –          | 051      | 052      | 036        | 015        | 28     |
| 45   | Olessja Tupilenko        | 030       | 042       | 053  | –    | –       | –       | 013     | 021     | 025        | –          | 066      | –        | 019        | 031        | 26     |
| 46   | Tanja Bauer              | –         | –         | –    | –    | –       | –       | 018     | 009     | –          | –          | –        | –        | –          | –          | 25     |
| 47   | Nikki Keddie             | –         | –         | –    | –    | 013     | 051     | 015     | 028     | 054        | 058        | 070      | 069      | 064        | –          | 24     |
| 48   | Ekaterina Dafowska       | 077       | 007       | 047  | 041  | –       | –       | –       | –       | –          | –          | 035      | 058      | 048        | 021        | 24     |
| 49   | Kathi Schwaab            | 034       | 058       | 030  | 044  | 019     | 029     | –       | –       | –          | –          | 010      | 031      | 034        | 045        | 23     |
| 50   | Martina Jašicová         | 061       | 019       | 034  | 037  | –       | –       | 011     | 042     | 035        | 037        | 053      | 056      | 043        | 050        | 22     |
| 51   | Sylvia Kaden             | 031       | 024       | 051  | 050  | 016     | 018     | –       | –       | –          | –          | –        | –        | –          | –          | 20     |
| 52   | Petra Trocker            | 075       | 053       | –    | 058  | 026     | 042     | 036     | 048     | 013        | 023        | 055      | 045      | –          | 056        | 16     |
| 53   | Olga Anissimowa          | 010       | 036       | 032  | 031  | –       | –       | –       | –       | –          | –          | –        | –        | –          | –          | 16     |
| 54   | Luisa Noskowa            | 043       | –         | 010  | 054  | –       | –       | –       | –       | –          | –          | –        | –        | –          | –          | 16     |
| 55   | Wang Jinfen              | 023       | 028       | 026  | 045  | –       | –       | –       | –       | –          | –          | –        | –        | 015        | –          | 14     |
| 56   | Agata Suszka             | 063       | 065       | 048  | 046  | 025     | 040     | –       | –       | 016        | 024        | 075      | 049      | 056        | 027        | 13     |
| 57   | Swetlana Petschorskaja   | 020       | 084       | –    | 027  | –       | –       | 019     | 055     | –          | –          | –        | –        | –          | –          | 13     |
| 58   | Hiromi Suga              | 045       | 041       | 081  | –    | 027     | 050     | 058     | 020     | 070        | –          | 063      | 036      | 078        | 020        | 12     |
| 59   | Inger-Kristin Berg       | –         | –         | –    | –    | 063     | 063     | 045     | 049     | 014        | 056        | –        | –        | –          | –          | 12     |
| 60   | Halina Pitoń             | 035       | 025       | 072  | 016  | –       | –       | –       | –       | 044        | 060        | 065      | 064      | –          | 036        | 11     |
| 61   | Sakiko Takefushi         | 086       | 074       | 063  | 068  | 062     | 041     | 072     | 016     | 064        | 049        | 081      | 061      | –          | –          | 10     |
| 62   | Eija Salonen             | –         | –         | –    | –    | –       | –       | 024     | 018     | 029        | –          | 042      | 042      | 052        | 062        | 10     |
| 63   | Gunn Margit Andreassen   | –         | –         | 054  | 057  | –       | –       | –       | –       | –          | –          | 039      | 017      | 053        | 040        | 9      |
| 64   | Anna Murínová            | 019       | 073       | 033  | 049  | –       | –       | 030     | 030     | –          | 050        | –        | –        | 025        | 065        | 8      |
| 65   | Irina Mileschina         | 037       | 034       | 021  | 025  | 070     | 030     | –       | –       | 038        | –          | 030      | 044      | 042        | 071        | 6      |
| 66   | Kristina Sabasteanski    | 040       | 046       | 058  | 065  | 059     | 067     | –       | 059     | 020        | –          | 050      | 067      | 069        | 078        | 6      |
| 67   | Radka Popowa             | 059       | 051       | 068  | 079  | 056     | 021     | 067     | 058     | 055        | 061        | 067      | 080      | 057        | 058        | 5      |
| 68   | Larissa Nowosselskaja    | –         | –         | –    | –    | –       | –       | 021     | 036     | –          | –          | –        | –        | –          | –          | 5      |
| 69   | Jelena Saposchnikowa     | –         | –         | –    | –    | –       | –       | 035     | 022     | –          | –          | –        | –        | –          | –          | 4      |
| 70   | Marina Guschtschina      | –         | –         | –    | –    | –       | –       | –       | 023     | –          | –          | –        | –        | –          | –          | 3      |
| 71   | Irina Wladimirskaja      | 041       | 039       | 023  | 042  | –       | –       | –       | –       | –          | –          | –        | –        | –          | –          | 3      |
| 72   | Kateřina Losmanová       | 048       | 066       | 027  | –    | –       | –       | –       | –       | 024        | –          | –        | 054      | 051        | –          | 2      |
| 73   | Yukari Abe               | 076       | 081       | –    | 070  | 071     | 049     | 059     | 039     | –          | 068        | 079      | 077      | 060        | 024        | 2      |
| 74   | Mami Shindo              | 083       | 029       | 061  | 076  | 030     | 025     | 063     | 045     | 066        | 047        | 086      | –        | 032        | 046        | 1      |
| 75   | Tatjana Markowa          | –         | –         | –    | –    | –       | –       | 029     | 025     | –          | –          | 061      | 048      | 035        | 051        | 1      |